# Lubiński
Lubiński là một huyện thuộc tỉnh Dolnośląskie của Ba Lan. Huyện có diện tích 712 km². Đến ngày 1 tháng 1 năm 2011, dân số của huyện là 105022 người và mật độ 148 người/km².